# 사사키 하야토
사사키 하야토(일본어: 佐々木 勇人, 1982년 11월 29일 ~ )는 일본의 전 축구 선수이다.

## 구단 경력
과거 몬테디오 야마가타, 감바 오사카, 베갈타 센다이, 교토 상가 FC, 도치기 SC에서 활동하였다.